# Troiani (popolo)

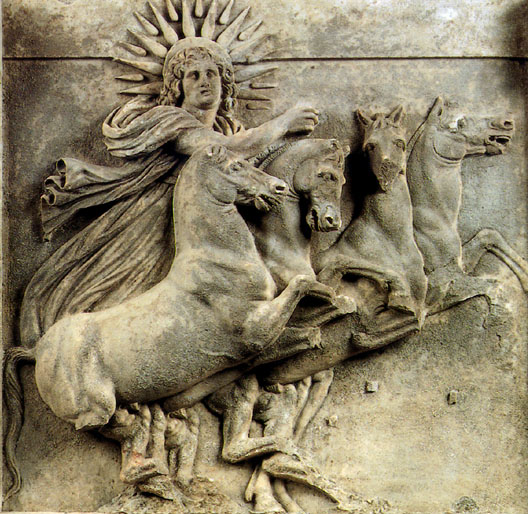
Rilievo troiano che rappresenta Helios su un triglifo con metopa del Tempio di Atena di Troia. È conservato al Pergamonmuseum di Berlino.

I Troiani erano gli abitanti di Troia, città dell'Anatolia facente parte dell'area occidentale e costiera dell'Asia Minore, posta sullo stretto dei Dardanelli sul mar Egeo. Erano conosciuti anche come 'Teucri', poiché Teucro era considerato il primo Re leggendario della città e capostipite della famiglia reale di Priamo.
Grazie a Omero la città divenne nota nell'epoca ellenica per esserci stata combattuta la mitica guerra di Troia, narrata nel poema omerico Iliade. Secondo la leggenda, un gruppo di Troiani, dopo la sconfitta subita dagli Achei nella guerra durata dieci anni e dopo la distruzione della città, fuggì guidato da Enea e raggiunse il Lazio dove si stabilì. Le gesta di Enea sono narrate da Virgilio nell'Eneide.

## I Troiani come possibile popolo storico
Nella Troade vi sono diversi siti archeologici attribuibili alla media e tarda età del bronzo, tra cui spicca quello scoperto da Heinrich Schliemann, probabile fonte d'ispirazione per l'Iliade e i poemi greci relativi alla guerra di Troia. In particolare la città omerica sembra essere da riferirsi alla città storica Troia VI-VII, sorta sul tell di Troia dopo il 1900 a.C., quando l'intera regione fu attraversata da una grande fase di migrazioni di popoli.
L'appartenenza etnica dei Troiani è, e resta, sconosciuta, molte sono state le ipotesi fatte nel corso dei secoli. In quell'area, durante la tarda età del bronzo (e la prima età del ferro) sono noti popoli indoeuropei e no. Per esempio sono di lingua indoeuropea gli Anatolici, di ceppo antico (cui forse possono essere associati i Peoni nei Balcani), e in particolare i Cari, citati da Omero come alleati dei Troiani e associati sovente ai Lelegi, un'antica popolazione egea da cui proveniva Laotoe, una delle mogli di Priamo. Altre popolazioni indoeuropee giunsero nella regione nella tarda età del bronzo e soprattutto all'inizio dell'età del ferro, come ad esempio: gli Ellenici, i Macedoni, i Traci, i Daci, i Frigi (questi ultimi citati nell'Iliade e in altri poemi come alleati ai Troiani, ma ancora stanziati nei Balcani, mentre in epoca storica vivevano nell'odierna Turchia) e gli Illirici.
Tra le popolazioni della regione vi erano anche alcuni gruppi etnici di lingua non indoeuropea o preindoeuropea: probabilmente i Pelasgi, mitica popolazione cicladica, presumibilmente i Minoici e altre popolazioni semi mitologiche come i Mini e i Lapiti. Uscendo dalla mitologia vi erano a Lemno dei parlanti la lingua lemnia, del gruppo delle lingue tirseniche affini all'etrusco. Inoltre, in Anatolia, ci sono buone probabilità di infiltrazioni semitiche, e di lingue ergative isolate o di difficile sistematizzazione come l'urrita e lingue sopravvissute all'arrivo, attorno al 2000-1900 a.C. degli indoeuropei di ceppo anatolico. Quest'area era quindi particolarmente frammentata da un punto di vista etnico-linguistico.
In Omero i Dardani sono i principali alleati dei Troiani, ma in molti poemi greci questi popoli sono fusi. Esisteva una tribù nota come Dardani anche in epoca storica, ma apparentemente non legata a quelli omerici. Appartenevano al gruppo illirico indoeuropeo e abitavano i Balcani meridionali, a nord di Peoni e Macedoni, in territori grossomodo corrispondenti con la regione di Skopje e la repubblica di Macedonia del Nord. Questa assonanza di nomi non è però definitiva.
I Troiani potrebbero essere stati un popolo a sé stante, alleato con popoli di lingua simile o diversissima. La principale fonte storica sui possibili troiani è rappresentata dagli archivi reali ittiti, se venisse dimostrata fuori d'ogni dubbio la corrispondenza tra Wilusa e/o Truwisa-Tarusia e Ilios/Troia. Questa città era uno delle principali di una confederazione di regni (o una lega di città) nota nelle fonti ittite come Arzawa.
La lingua luvia, una lingua anatolica indoeuropea, è stata ipotizzata come possibile lingua parlata a Troia, in particolare a partire dagli studi di Calvert Watkins del 1986: il nome Priamo ha un'etimologia luvia (o meglio potrebbe essere l'ellenizzazione e la traslitterazione del nome luvio Pariya-muwa, che significa "uomo eccezionalmente coraggioso"), così come quello di nove dei suoi parenti più stretti su sedici nominati da Omero. Inoltre esisteva un sovrano Arzawa dell'età del bronzo con un nome simile e associato a Priamo, Piyamaradu, citato come sovrano in documenti ittiti scritti in luvio (il suo nome, in quella lingua, significa dono dei devoti). Alessandro (il secondo nome di Paride) nella forma di Alaksandu è noto come signore (ma forse non legittimo Re) di Wilusa nelle fonti ittite, nelle lingue anatoliche il suo nome è associabile, anche se con un'etimologia non del tutto chiara, al dio del sole e della guerra, Apaliunas, simile al dio Luvio Aplu, signore della peste, tutti attributi riconoscibili anche nell'Apollo greco classico (ma non nelle fonti micenee). Si tratterebbe dunque di un nome luvio o di origine anatolica affine ma distinta del luvio. Anchise (ed Ettore) potrebbero avere un'etimologia luvia, Achis in filisteo (lingua di cui si ignora l'origine, forse anatolica o indeoeuropea, ma presto assorbita dalle lingue semitiche circostanti) significava Re-Sovrano-Comandante. Va anche detto che i nomi sono cattivi indicatori della lingua parlata, semmai indicano rapporti culturali stretti; ad esempio molti nomi diffusi in Italia sono di origine semitico-ebraica (Davide, Mattia, Matteo, Gabriele, Daniele, Samuele, Giuseppe, Giovanni, Emanuele, Raffaele, Simone, Tobia, Maria, Rebecca, Ester, Elisa, Elisabetta, Eva, Maddalena, Marta, Sara, ecc.) per l'influenza fortissima che ha avuto la Bibbia, mentre la lingua italiana è indoeuropea e neolatina.
Non disponiamo di archivi o di documenti scritti dell'età del bronzo troiana eccetto 1) un sigillo, di età indefinita, scritto in ittita, 2) un sigillo, in luvio geroglifico, associato a Troia VIIb, 3) due piccoli frammenti, forse in luvio cuneiforme, molto mal conservati e riferibili probabilmente a Troia VI o VII, rinvenuti nel XIX secolo, mal descritti e in seguito perduti, 4) due tavolette d'argilla frammentarie coperte da segni poco leggibili che, secondo il linguista sovietico Nikolay Kazansky, vanno interpretati come una scrittura, forse lineare, distinguibili sia dal lineare A (minoico) sia dal lineare B (miceneo), ma impossibili da interpretare per frammentarietà (pochissime sillabe) e cattivo stato di conservazione. Essi però potrebbero essere più antichi di Troia VI, e anzi risalire al 2000 a.C. (Troia V), ovvero all'età precedente alla comparsa del "vero" lineare A. Tutti i documenti diplomatici ittiti che nominano Troia e Arzawa sono scritti in luvio.
Il fatto che gli Ittiti associassero Troia-Wilusa-Ilio con la zona di Arzawa, corrispondente a tutta la costa mediterranea della Turchia nord-occidentale, rafforza l'ipotesi luvia (o altre similari come il cario, parente del luvio); Arzawa era però una confederazione di regni, che (forse) andava dalla Licia alla Troade, in cui potrebbero essere esistiti diversi popoli, ad esempio i Lici (la cui lingua, pur anatolica, fu molto contaminata da superstrati greco-frigi nell'età del ferro) chiamati Lukka in ittita, i Cari (Karkiya o Karkisia in ittita, Krk nei documenti di Ugarit) e i Lelegi (Lulahi in ittita).
Questi popoli presumibilmente parlavano tutti lingue affini (ma distinte, e nel caso del cario solo ora in via di decifrazione) al luvio ed erano giunti in quelle zone attorno al 1900 a.C., e sono anche sovente associati agli Etruschi e ai popoli del mare. Il luvio (presumibilmente fortemente diviso in dialetti) potrebbe essere stata la lingua parlata in tutta l'Anatolia meridionale dell'età del bronzo, dalla costa prospiciente a Rodi fino ad Alessandretta, ma non si conoscono i confini settentrionali di questa parlata, difficili da identificare proprio per il suo essere anche una lingua franca del commercio e della diplomazia. Infatti era lingua ufficiale di molti Stati anatolici (e lingua di cancelleria dell'Impero ittita) anche quando la lingua vernacolare era un'altra.
In conclusione la possibilità che a Troia si parlasse una lingua anatolica, magari affine al luvio (o al cario-lelegio) esistono, così come è possibile, come afferma il linguista e filologo tedesco Joachim Latacz che il luvio fosse la lingua ufficiale, e di cancelleria, della troade e di Troia (essendo anche quella impiegata al riguardo della troade dalla cancelleria imperiale ittita), quella impiegata per trattare con le altre realtà politiche anatoliche, mentre inconoscibile risulti ancora la lingua vernacolare della città.
Un'altra teoria affermata, tra gli altri prima da Barry Strauss, poi, con maggior rigore metodologico da Louis Godart, immagina invece i Troiani come genti di lingua greca, affine o identica ai Micenei, anche se presumibilmente ibridata culturalmente e linguisticamente con le circumvicine civiltà anatoliche. Questa teoria si basa sulla conquista, cronologicamente sincronica, di Ilios e dei siti del Peloponneso, che in quel caso è attribuita all'arrivo degli Achei/Micenei in Grecia. Soprattutto trae origine da Omero e dalle fonti classiche, in cui non vi è una forte differenziazione linguistica, culturale, etnica o di cultura materiale tra Greci e Troiani, come essenzialmente confermato dalle ricerche archeologiche, e dall'analisi dei nomi di persone comuni ritrovate nei documenti in Lineare B, dove accanto ad Achille e ad altri nomi "tipici" degli eroi greci dell'Iliade, abbiamo anche Ettore e Priamo. Rimane però una teoria in buona parte speculativa e priva di prove inconfutabili al suo sostegno: allo stato attuale della ricerca l'origine etnica e le parentele linguistiche dei Troiani non sono determinabili con certezza.

## I Troiani nel mito
La mitica città di Troia riceve il nome dall'altrettanto mitico re "Trōs" (in greco antico: Τρώς?, Trós). Quindi "Troiano" deriva dalla parola "Trōis" che significa, nipote del fondatore. La città e la guerra portata contro di essa da una coalizione di popoli greci nel XIII secolo a.C. sono state immortalate da Omero nell'Iliade. La Troia della saga omerica sarebbe stata fondata da Dardano, figlio di Zeus ed Elettra, il quale, giunto nella Troade, ebbe dal re Teucro in dono il territorio su cui fece innalzare l'acropoli che chiamò Dardania. I suoi successori ottennero che le mura di Troia fossero costruite da Apollo e Poseidone. Purtroppo Laomedonte non volle pagare la ricompensa pattuita alle divinità. Quindi Poseidone per punizione mandò nella città un mostro marino, che fu poi scacciato da Eracle. Ancora una volta Laomedonte rifiutò di pagare la giusta ricompensa a Eracle. Quest'ultimo scatenò una guerra contro la città, che venne distrutta, la famiglia reale fu sterminata, tranne l'ultimogenito di Laomedonte, Priamo, che divenne re. Questi sposò prima Arisbe, da cui ebbe un figlio, poi Ecuba, con la quale generò diciannove figli tra maschi e femmine, e Laotoe, che gli dette due maschi; ebbe altri figli dalle varie concubine. Paride, figlio di Priamo e di Ecuba, rapì Elena, sposa di Menelao re di Sparta, provocando una nuova guerra contro Troia, terminata con la conquista e l'incendio della rocca dopo dieci anni di assedio. Dopo la caduta della città i superstiti fuggirono in Italia: parte con Enea, che giunse nel Lazio, parte con Antenore, destinato a fondare Padova.